# Litchfield (Minnesota)
Pour les articles homonymes, voir Litchfield.
La ville de Litchfield est le siège du comté de Meeker, dans l’État du Minnesota, aux États-Unis.  Sa population s’élevait à 6 574 habitants lors du recensement de 2010, estimée à 6 648 habitants en 2016.

## Source
- (en) Cet article est partiellement ou en totalité issu de l’article de Wikipédia en anglais intitulé « Litchfield, Minnesota » (voir la liste des auteurs).